# Pagurus longicarpus
Pagurus longicarpus Say, 1817 è un piccolo crostaceo decapode appartenente alla famiglia Paguridae, di dimensioni variabili da 0,5 a  1,5 cm.

## Distribuzione e habitat
Il paguro longicarpo è rinvenibile dalla Nuova Scozia fino alla Florida e al Texas.
Tipico frequentatore della battigia e delle acque sublitoranee, questo decapode vive in profondità fino a circa 40-50 metri, dove occupa conchiglie di Littorina littorea, Urosalpinx cinerea e Ilyanassa obsoleta.

## Studi sulla socialità nelle comunità diPagurus longicarpus
Alcuni studi sulla socialità nelle comunità di paguri della specie longicarpus che vivono sulle spiagge di Long Island hanno dimostrato come nelle scelte che determinano l'allocazione delle risorse abitative, emergano meccanismi analoghi ad alcuni processi dell'agire umano: la scelta di una nuova conchiglia innesca meccanismi di ricollocazione del tutto sovrapponibili ai processi delle cosiddette vacancy chain, tanto da potersi immaginare vere e proprie simulazioni di comportamento collettivo mediante esperimenti sociali effettuati su un modello artificiale incentrato sul mondo animale non umano anziché sul mondo reale dei gruppi sociali e delle comunità umane.